# Chlorochaeta obsoletaria
Chlorochaeta obsoletaria là một loài bướm đêm trong họ Geometridae.